# Czetwertyński

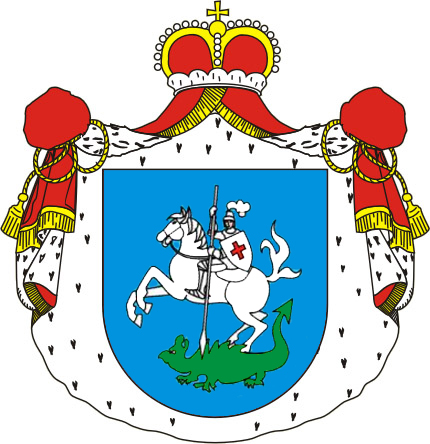
Das Adelswappen der Fürstenfamilie Czetwertyński, Wappengemeinschaft Pogoń Ruska

Czetwertyński bzw. Tschetwertinski ist der Name eines polnischen und russischen Hochadelsgeschlechts ruthenischer Herkunft. Die weibliche Form des Namens lautet Czetwertyńska.

## Geschichte
Die Czetwertyński sind ein Fürstengeschlecht und entstammen einer Seitenlinie des Zarenhauses der Rurikiden aus der Region um Tschetwertnia im heutigen ukrainischen Oblast Wolyn (Rajon Manewytschi). Als Gründer der Seitenlinie derer von Czetwertyński gilt Fürst Aleksander von Czetwertnia († 1450), der in direkter männlicher Linie vom Großfürst Jaroslaw von Kiew abstammte. Sie tragen das Adelswappen Pogoń Ruska („russische Jagd“) und sind mit anderen Fürstengeschlechtern dieser Region, den Ostrogski und Zasławski, familiär verbunden.

## Besitzungen

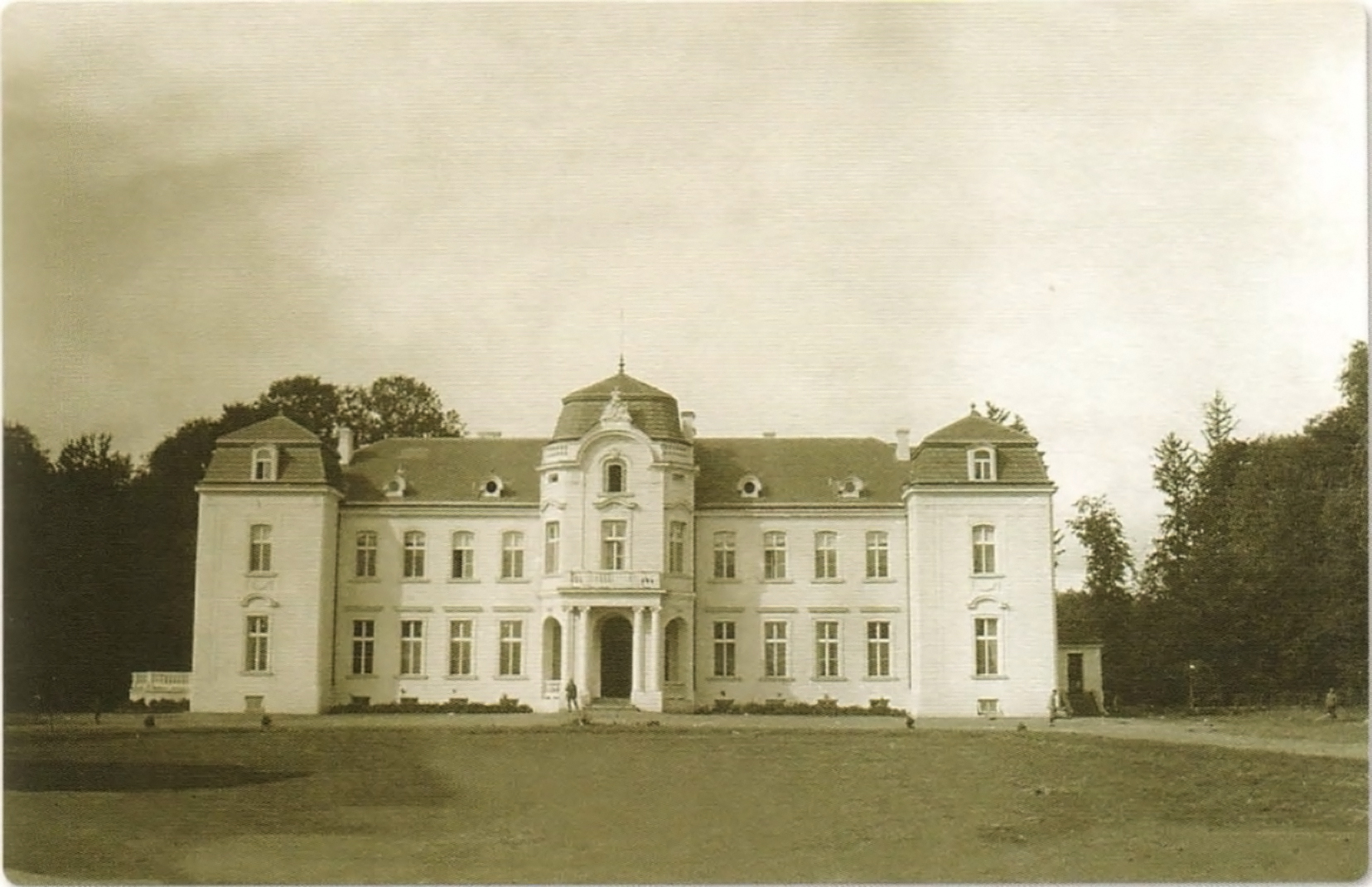
Schloss Schaludok
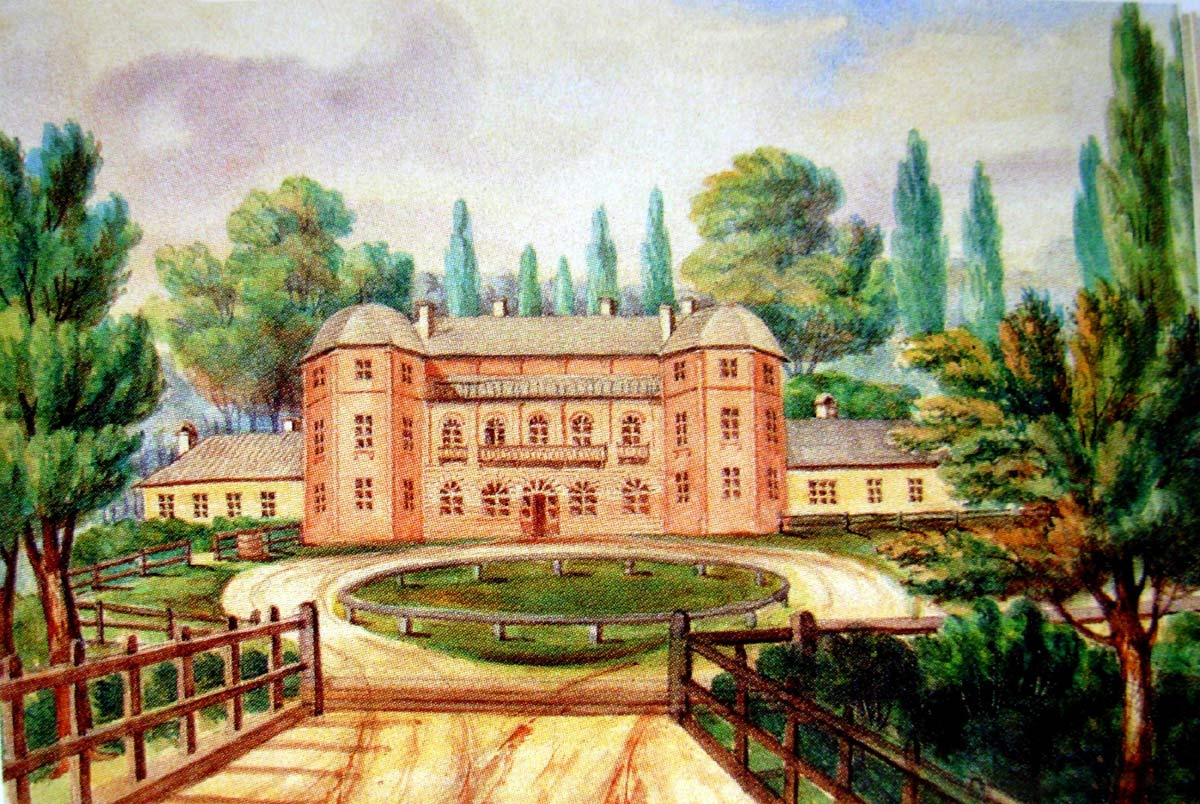
Schloss Hrodna (Grodno)
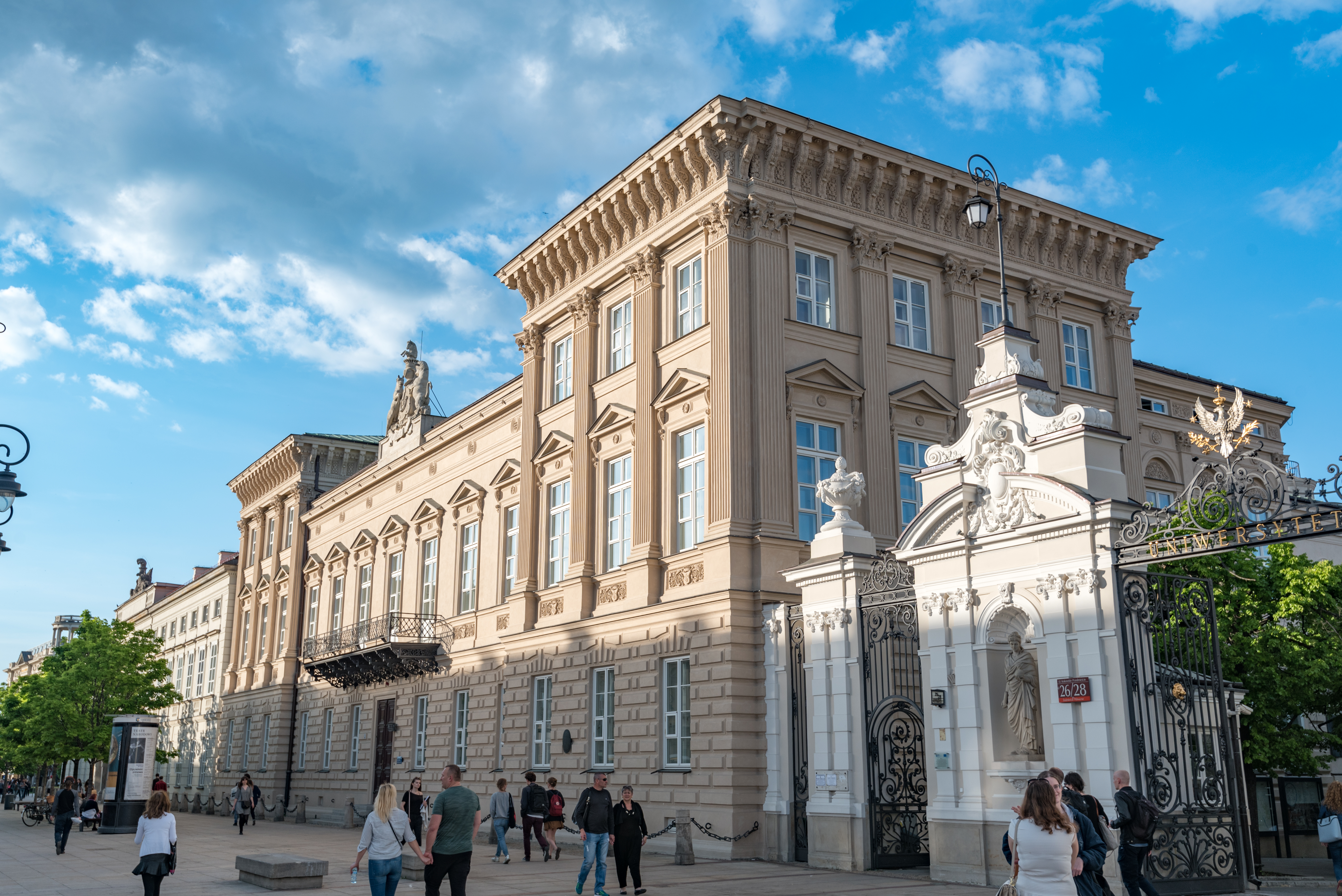
Uruski-Palast, Warschau

## Vertreter
- Fürst Antoni Stanisław Czetwertyński-Światopełk (1748–1794), polnischer Magnat, prorussischer Unterstützer der Konföderation von Targowica, im Kościuszko-Aufstand getötet
- Marija Antonowna Naryschkina (1779–1854), Tochter des Antoni Stanisław Czetwertyński, Mätresse des Zaren Alexander I.
- Boris Antonowitsch Tschetwertinski (1784–1865), russischer Oberst
- Fürst Seweryn Franciszek Czetwertyński-Światopełk (1873–1945), polnischer Politiker, interniert im KZ Auschwitz